# Гартвіґ Штенкен
Гартвіґ Штенкен (нім. Hartwig Steenken, 23 липня 1941 — 10 січня 1978) — німецький вершник.
Олімпійський чемпіон 1972 року в командному конкурі, учасник 1968 року.